# Theo van Lynden van Sandenburg
Constant Théodore (Theo) graaf van Lynden van Sandenburg (Utrecht, 24 februari 1826 – Nederlangbroek, 8 november 1885) was een Utrechts edelman, (baron en sinds 24 augustus 1882 graaf) die diverse malen minister was. Hij behoorde tot de orthodox-protestantse conservatieven, die sympathiseerden met de antirevolutionairen. Aanvankelijk was hij advocaat; in 1866 werd hij Tweede Kamerlid. In het 'koninklijke' kabinet-Van Zuylen van Nijevelt was hij minister voor Hervormde Eredienst. Als minister van Justitie in het door hem en Heemskerk geleide kabinet-Heemskerk-Van Lynden van Sandenburg (1874-1877) voerde hij een nieuwe rechterlijke indeling in. Rechtbanken en kantongerechten die weinig te doen hadden, werden opgeheven. Om het verzet in de Kamer te verdelen bracht hij zijn voorstellen in een aantal wetten.
Het door hem in 1879 geformeerde kabinet-Van Lynden van Sandenburg bestond uit gematigd conservatieven en liberalen en regeerde met een liberale Tweede-Kamermeerderheid. Zijn kabinet wordt wel een 'fusiekabinet' genoemd.
Hij was zelf minister van Buitenlandse Zaken en later van Financiën.
In 1879 regelde hij de huwelijksvoorwaarden bij het huwelijk van Willem III met Emma van Waldeck-Pyrmont. Ook sloot hij het verdrag met België over de aanleg over Nederlands grondgebied van de IJzeren Rijn.
Verder kwam hij in 1881 met een 'Wet ter beperking van dronkenschap.' Het aantal verkooppunten van sterkedrank werd verminderd. Minister Modderman van Justitie kwam met een geheel nieuw en modern Wetboek van Strafrecht, dat nog steeds van kracht is.
Het kabinet viel over een poging om de census voor het kiesrecht te verlagen. Van Lynden werd in 1882 verleend de titel van graaf op allen (voor al zijn nakomelingen). Hij was na zijn aftreden nog enige tijd lid van de Eerste Kamer der Staten-Generaal.